# مايك روندز
وهو سياسي أمريكي ينتمي إلى الحزب الجمهوري الأمريكي. ولد ماريون مايك  مايك روندز في 24 تشرين الأول - أكتوبر من سنة 1954 في ولاية داكوتا الجنوبية ومايك روندز حاكم ولاية داكوتا الجنوبية منذ 7 كانون الثاني - يناير من عام 2003 بعد أن تم انتخابه في 5 تشرين الثاني - نوفمبر من سنة 2002 واعيد انتخابه يوم 7 تشرين الثاني - نوفمبر من سنة 2006.